# Costumes traditionnels écossais
 (mai 2015).
Si vous disposez d'ouvrages ou d'articles de référence ou si vous connaissez des sites web de qualité traitant du thème abordé ici, merci de compléter l'article en donnant les références utiles à sa vérifiabilité et en les liant à la section « Notes et références ».

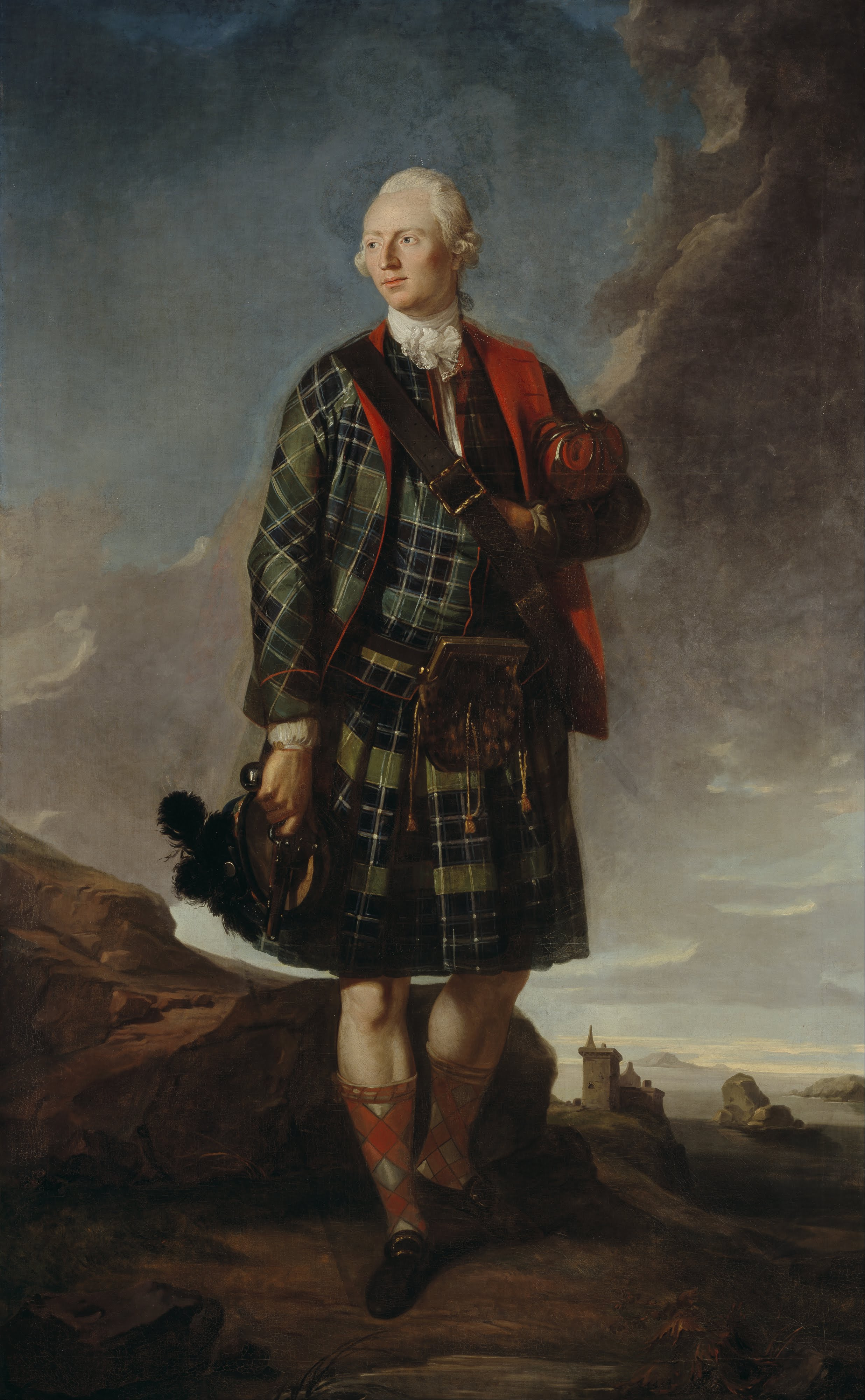
Costume traditionnel écossais (peinture de 1772).

Le costume traditionnel écossais (Scottish dress en anglais) est caractérisé par l'utilisation de motifs de tartan sous diverses formes. Il tient une place importante dans la culture de l'Écosse, qu'il symbolise largement à travers le monde, principalement par le biais du kilt.

## Tartan

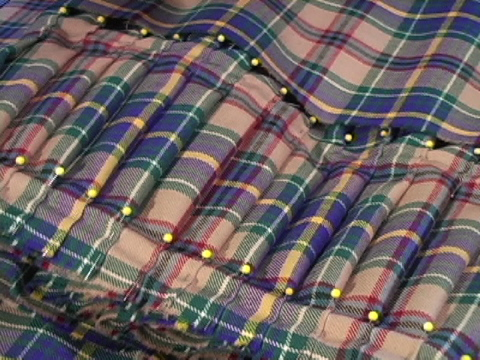
Les plis de tartan d'un kilt.

Le tartan est une étoffe de laine à carreaux de couleurs, typique des peuples celtes. Il s'agit d'un motif de lignes horizontales et verticales entrecroisées, de multiples couleurs. Les tartans étaient à l'origine réservés aux tissus, mais sont maintenant utilisés sur de nombreux autres matériaux. Les kilts écossais sont ainsi quasiment toujours réalisés dans un tissu à motif de tartan.
Un tartan est constitué de bandes alternées de fils teints dans la masse, aussi bien pour la trame que pour la chaîne. La trame est tissée en sergé simple, la chaîne passant deux fils dessus et deux dessous, en progressant d'un fil à chaque passage. Ceci forme des hachures diagonales aux sites d'entrecroisement et crée de nouvelles couleurs à partir du mélange des deux teintes d'origine. Les schémas résultants se répètent horizontalement et verticalement en un motif original appelé sett.
Le motif est constitué de bandes alternées de fils de laine colorés tissés à angle. Les blocs de couleur qui en résultent se répètent verticalement et horizontalement, formant un motif de carrés et de lignes distinctif, le sett.  Les kilts sont presque toujours décorés de tartans.  Le tartan est aussi appelé plaid en Amérique du Nord, mais en Écosse, ce mot désigne un tissu tartan jeté sur l’épaule ou une couverture.
Jusqu'au XIXe siècle, les tartans étaient simplement des motifs de tissu différents, et l'on choisissait son tartan selon son goût personnel. Ce n'est qu'au milieu du siècle que des tartans spécifiques ont été associés à des clans, des familles, ou encore des institutions écossaises, notamment à la suite de la publication de deux ouvrages superbement illustrés, le Vestiarium Scoticum et The Costume of the Clans, respectivement en 1842 et 1845, par John Sobieski Stuart (pseudonyme de John Carter Allen) et son frère Charles Edward Stuart (pseudonyme de Charles Manning Allen). Bien que le contenu de ces deux ouvrages soit considéré comme en grande partie purement et simplement inventé par leurs auteurs, les associations entre motif de tartan et clan écossais qui y figurent sont encore aujourd'hui largement utilisées.

## Costume masculin

### Présentation générale

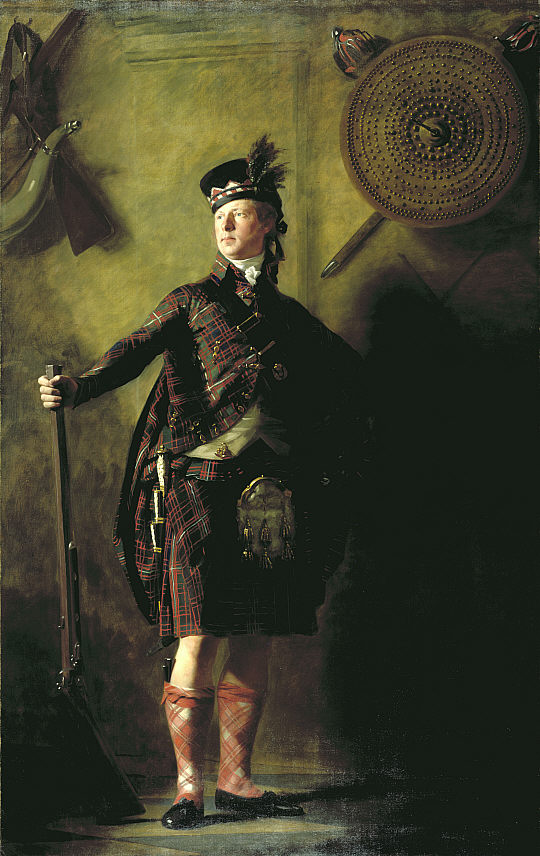
Alasdair Ranaldson MacDonell de Glengarry (1771 - 1828) par Henry Raeburn en 1812.

Le costume traditionnel masculin comprend un kilt (ou, s'il s'agit d'un pantalon en tartan, de trews). Le sporran, porté à la ceinture, est une sacoche de petite taille qui supplée à l'absence de poches dans le kilt. Les chaussures traditionnelles sont les ghillies, des chaussures de cuir souple et épais, lacées au-dessus de la cheville. Le sgian dubh est un petit poignard, à l'origine fabriqué à partir de la pointe d'une épée brisée, qui est porté dans la chaussette droite. Lors d'occasions formelles, une courte veste noire, sur le modèle du spencer, est portée, sur une chemise blanche et un gilet noir.
« Voici donc le costume traditionnel que portent ces grands et robustes montagnards, au milieu desquels je promène honteusement mon frac de Paris : Une veste à carreaux, de la longueur de nos habits écourtés ; cette veste croise sur la poitrine. Autour des reins, un petit jupon collant à la hanche et retombant jusqu'au milieu de la cuisse. —Ici ce sont les hommes qui portent les jupons. — Par devant, en guise de tablier, une peau de renard aux longs poils, dans laquelle on a taillé la bourse. L'Ecossais marche ainsi précédé de son argent. — Est-ce un symbole? — Le bas de la cuisse et le haut de la jambe sont complètement nus. La guêtre qui s'arrête au-dessous du jarret est losangée et quadrillée de couleurs brillantes ; le dirk, ou poignard écossais, au manche ciselé et rehaussé de pierreries chez les riches, pend à la ceinture. La toque, sans visière, ne dérobe pas l'expression du visage, elle laisse voir la noblesse du front, et l'âme dans les yeux. Les élégants (il y a aussi des élégants dans la montagne) ornent cette toque d'une plume qu'ils portent droite, plume d'aigle, de faucon, de héron ou d'orfraie ; mais l'ajustement national par excellence, vraiment cher aux Écossais, qu'ils ne quittent jamais, même quand ils adoptent — eux qui n'y sont pas forcés! —nos habits mesquins et étriqués, c'est le plaid. Tout le monde connaît cette espèce de châle, ou plutôt d'écharpe longue, étroite, en tartan, et que chacun porte aux couleurs de son clan. »
— Louis Énault, Angleterre, Écosse, Irlande : voyage pittoresque (1859)

### Kilt

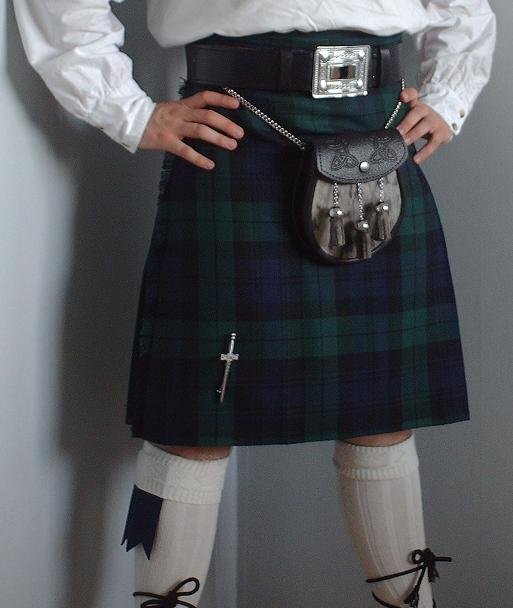
Un kilt coupé dans le tartan Black Watch.

Le kilt est un vêtement s'arrêtant au genou, doté de plis à l'arrière, et traditionnellement coupé dans du tartan de laine. Il s'agit du vêtement traditionnel des hommes et des garçons des Highlands écossais depuis le XVIe siècle. Depuis le XIXe siècle, il est associé de manière plus large à la culture de l'Écosse et à l'héritage écossais ou celtique à travers le monde.
Bien que le kilt écossais soit le plus souvent porté lors d'occasions formelles ou lors d'évènements traditionnels tels que les Highland Games ou la Burns Night, il a été récemment adopté comme élément du costume masculin décontracté.

### Accessoires du kilt
Le kilt est porté avec une large ceinture de cuir brun ou noir dont la boucle, habituellement argentée, est souvent ornée d'entrelacs ou du crest du clan du porteur. 
Le sporran, accroché à la ceinture sur le devant du kilt, pallie l'absence de poche de ce dernier. Fait de cuir ou de fourrure, il peut reprendre les motifs de la boucle de ceinture et du sgian dubh. 
Une épingle, fixée sur le premier volant juste au-dessus du genou, a pour fonction de maintenir le rabat en place et de lui éviter ainsi de se soulever. Elle figure généralement une épée dont la garde porte le crest du clan ou tout autre motif traditionnel.

### Veste et chemise

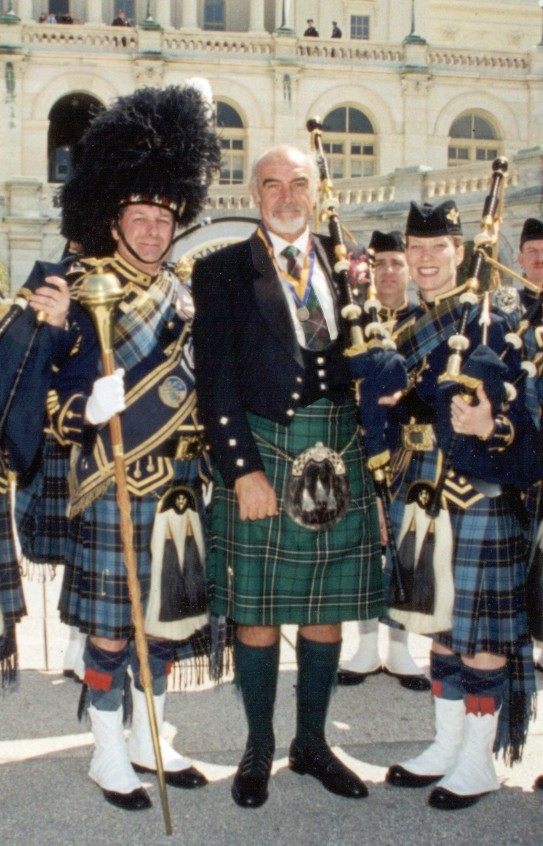
Sir Sean Connery portant le kilt à l'occasion du Tartan Day de 2004.

La chemise est communément blanche, mais son style peut varier, depuis la chemise moderne jusqu'à la chemise sans col, à manches bouffantes, ou éventuellement agrémentée d'un jabot blanc à plusieurs volants. Dans les occasions formelles, elle est simple et se porte avec une cravate. Cette dernière peut reprendre le tartan du clan, placé dans le biais, ou bien être unie, verte ou noire.
Sur la chemise est porté un gilet court, noir, se fermant par trois boutons carrés, traditionnellement argentés.
Par-dessus le gilet se porte une courte veste noire apparentée au spencer. Elle se ferme elle aussi par trois boutons, et chaque manche porte trois autres boutons, tous carrés, comme sur le gilet. Lors d'un mariage traditionnel, un brin de bruyère blanche est épinglé au revers gauche de la veste en guise de porte-bonheur. Autrefois, la veste était parfois taillée dans le tartan du clan, de manière à être assortie au kilt.

### Chaussettes et chaussures
Les chaussettes, toujours en laine, remontent jusqu'au genou. Blanches, vertes ou à carreaux, elles comportent un large revers sous lequel peut être cousu un ruban de tartan laissé libre à une extrémité. C'est dans la chaussette droite qu'est glissé le sgian dubh, petit poignard au manche orné. Lorsque l'Écossais rend visite à des amis, le manche du sgian dubh dépasse de quelques centimètres du haut de la chaussette, en signe de non agression. En revanche, lorsqu'il rend visite à un ennemi, le poignard est conservé caché.
Les chaussures sont des ghillies, qui se lacent au-dessus de la cheville. Les lacets sont longs et lacés spécifiquement de manière à former, de face, un triangle isocèle après avoir été tournés 4 fois ensemble (voir photo ci-dessus). Le nœud peut être fait soit sur le côté, soit sur le devant. Les ghillies sont dépourvues de languette, ce qui, dans le climat humide de l'Écosse, permettait au pied de sécher plus rapidement.

### Chapeaux

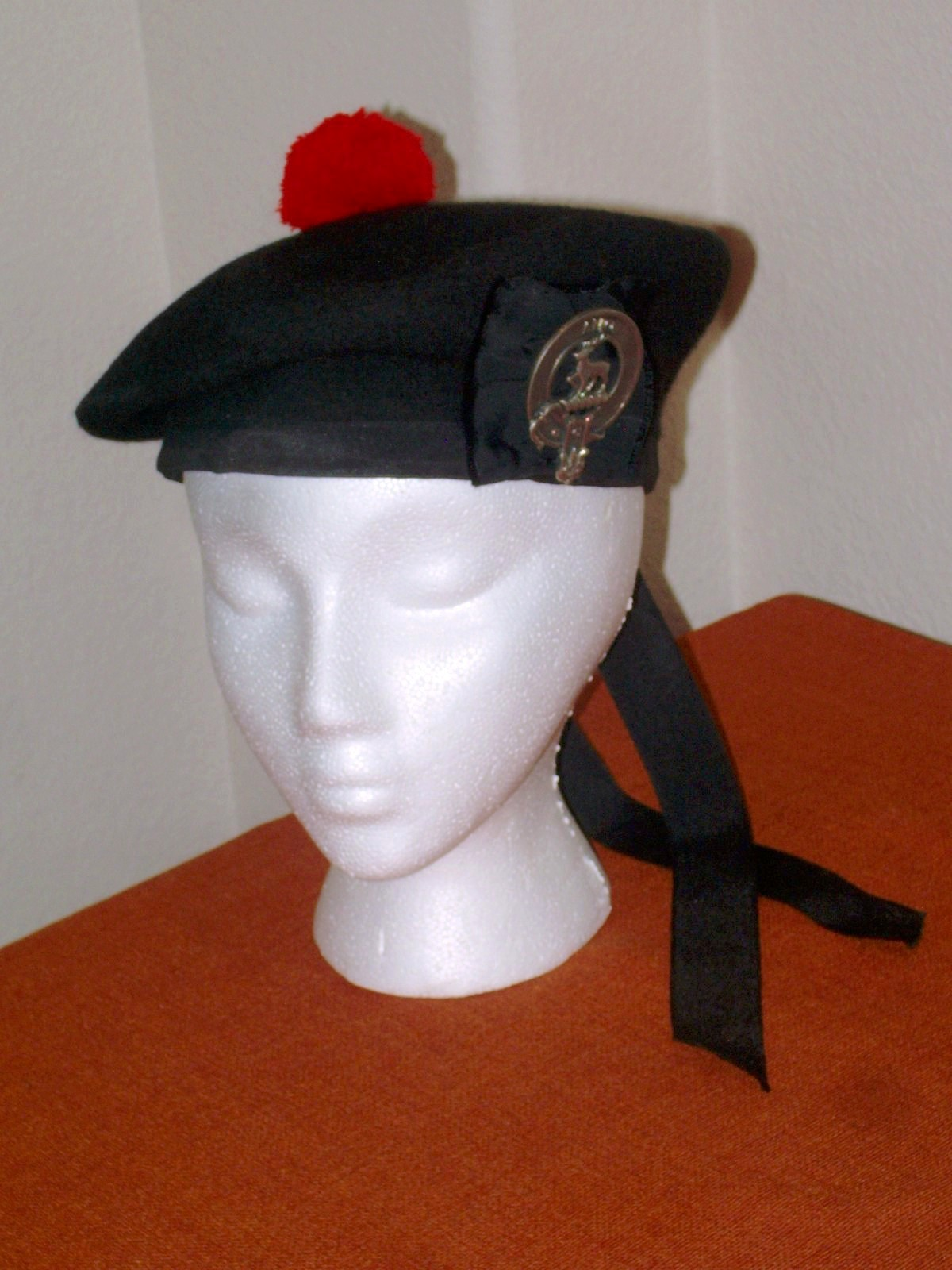
Un Balmoral.

Il existe différents types de couvre-chefs, qui diffèrent selon la région.
Le tam o'shanter est un béret de laine nommé d'après le personnage Tam o'Shanter du poème éponyme de Robert Burns. Il est en laine, et muni d'un pompon, appelé toorie, en son centre. Son plus long périmètre est environ deux fois supérieur au tour de tête. Initialement bleus en raison du manque de teintures chimiques, ils étaient appelés blue bonnets (litt. « bonnets bleus »), mais sont aujourd'hui disponibles aussi bien en tartan que dans l'ensemble des couleurs unies. Dans l'uniforme des régiments d'infanterie britanniques et canadiens, ils remplacent le béret.
Le Balmoral bonnet, nommé ainsi d'après le château de Balmoral, est plus proche de la casquette. Noir, bleu marine ou vert, il comporte une visière de la même couleur et un pompon rouge en son milieu. Le bandeau est, lui, en tartan.
Le Glengarry est un calot, généralement noir, orné d'un pompon rouge en son milieu et de rubans flottants à l'arrière. Le bandeau est habituellement en tissu à carreaux (et non en tartan) noir, rouge et blanc ; le crest peut y être agrafé.
Un costume traditionnel complet avoisine la somme de 5132 Livres (env. 6 000 €).

## Costume féminin

### Jupe

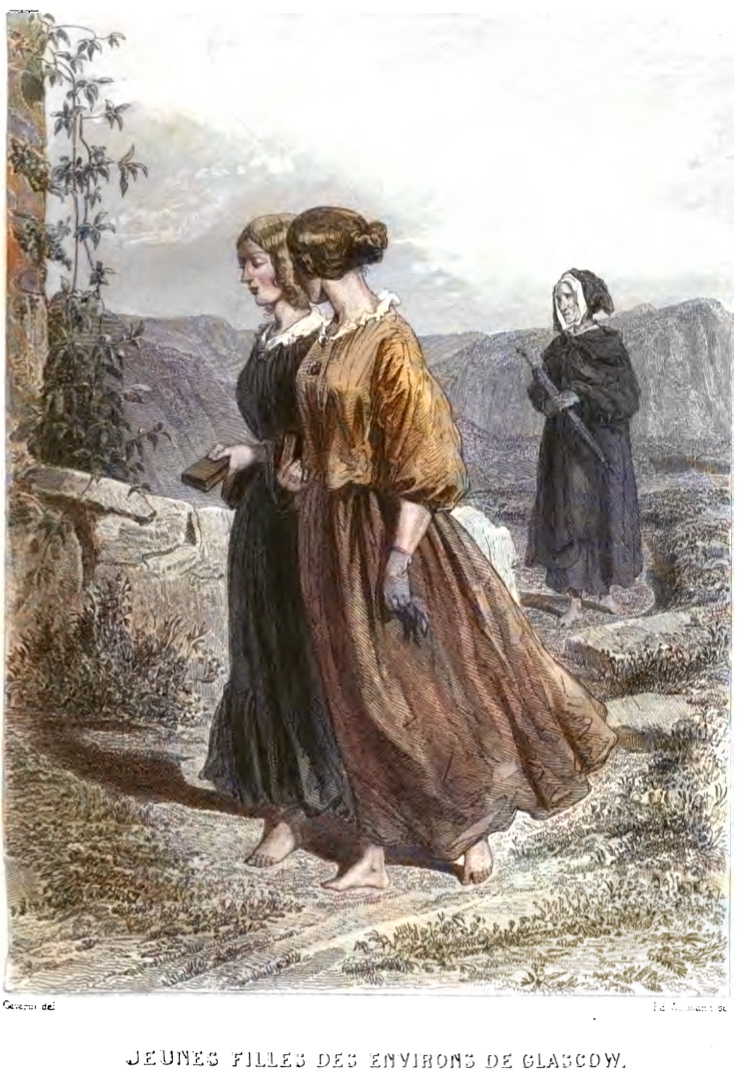
Jeunes Filles des Environs de Glasgow, gravure de Gavarni (1859).

Traditionnellement, les femmes ne portent pas le kilt, mais de longues jupes de tartan s'arrêtant à la cheville. Dans le cas de port d'une robe, une écharpe de tartan, le sash, est portée sur l'épaule, fixée par une broche reprenant le symbole du clan, ou crest.
Les femmes portent parfois des variations du tartan de leur clan appelées Dress Tartan ; des fils blancs sont inclus dans la trame de manière à obtenir un fond clair. À l'origine, ces tartans étaient réservés aux occasions formelles, où ils ne seraient tachés ni de boue ni de sang.

### Aboyne dress

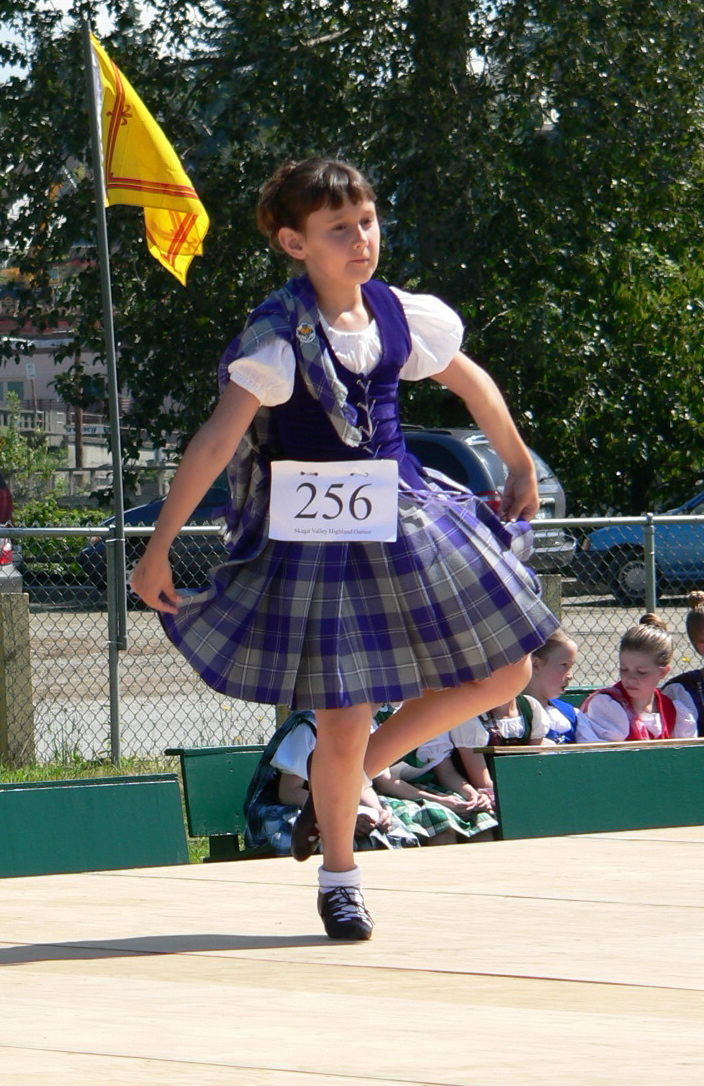
Jeune danseuse des Skagit Valley Highland Games à Mount Vernon (États-Unis).

Le « costume d'Aboyne » (Aboyne dress en anglais) est le nom donné au costume porté par les participantes aux concours de danse des jeux des Highlands, où il fut imposé par les juges dans les années 1950. Il tire son nom de la ville d'Aboyne.
Il existe deux types d'Aboyne dress. Le premier associe une jupe plissée en tartan (et non un kilt) avec un chemisier blanc surmonté d'un corselet de velours brodé et un plaid jeté sur l'épaule. Un tablier et un jupon sont parfois ajoutés. Le second consiste en une robe blanche portée sur un jupon, avec une ceinture de tissu en tartan.